# Чемпионат мира по тяжёлой атлетике 1906
9-й Чемпионат мира по тяжёлой атлетике прошёл 18 марта 1906 года в Лилле (Франция).

## Общий медальный зачёт
| Место | Страна    | Золото | Серебро | Бронза | Всего |
| ----- | --------- | ------ | ------- | ------ | ----- |
| 1     | Франция   | 2      | 3       | 3      | 8     |
| 2     | Швейцария | 1      | 1       | 1      | 3     |
| 3     | Германия  | 1      | 0       | 0      | 1     |
| Всего | Всего     | 4      | 4       | 4      | 12    |

## Медалисты
| Вес         | Золото                        | Серебро                  | Бронза                    |
| ----------- | ----------------------------- | ------------------------ | ------------------------- |
| До 60 кг    | Даниэль де Лапалю (Швейцария) | Жозеф Стаэн (Франция)    | Шарль Сейе (Франция)      |
| До 70 кг    | Жорж Лортиуа (Франция)        | Пьер Слосс (Франция)     | Артур Фесслер (Швейцария) |
| До 80 кг    | Альбер Дерубе (Франция)       | Луи Вассёр (Франция)     | Гюстав Лакруа (Франция)   |
| Свыше 80 кг | Хайнрих Шнайдерайт (Германия) | Эмиль Бессон (Швейцария) | Гюстав Фаллёр (Франция)   |

## Ссылка
- Статистика Международной федерации тяжёлой атлетики